# Le Falgoux

Le Falgoux este o comună în departamentul Cantal, Franța. În 1 ianuarie 2022 avea o populație de 116 de locuitori.